# Goudargues
Goudargues é uma comuna francesa na região administrativa de Occitânia, no departamento de Gard. Estende-se por uma área de 30,27 km². Em 2010 a comuna tinha 1 136 habitantes (densidade: 37,5 hab./km²).